# Gralhas
Gralhas es una freguesia portuguesa situada en el municipio de Montalegre. Según el censo de 2021, tiene una población de 186 habitantes.